# Mordellistena rufonotata
Mordellistena rufonotata es una especie de coleóptero de la familia Mordellidae.

## Distribución geográfica
Habita en México.